# Monchique
Monchique – miejscowość w Portugalii, leżąca w dystrykcie Faro, w regionie Algarve w podregionie Algarve.

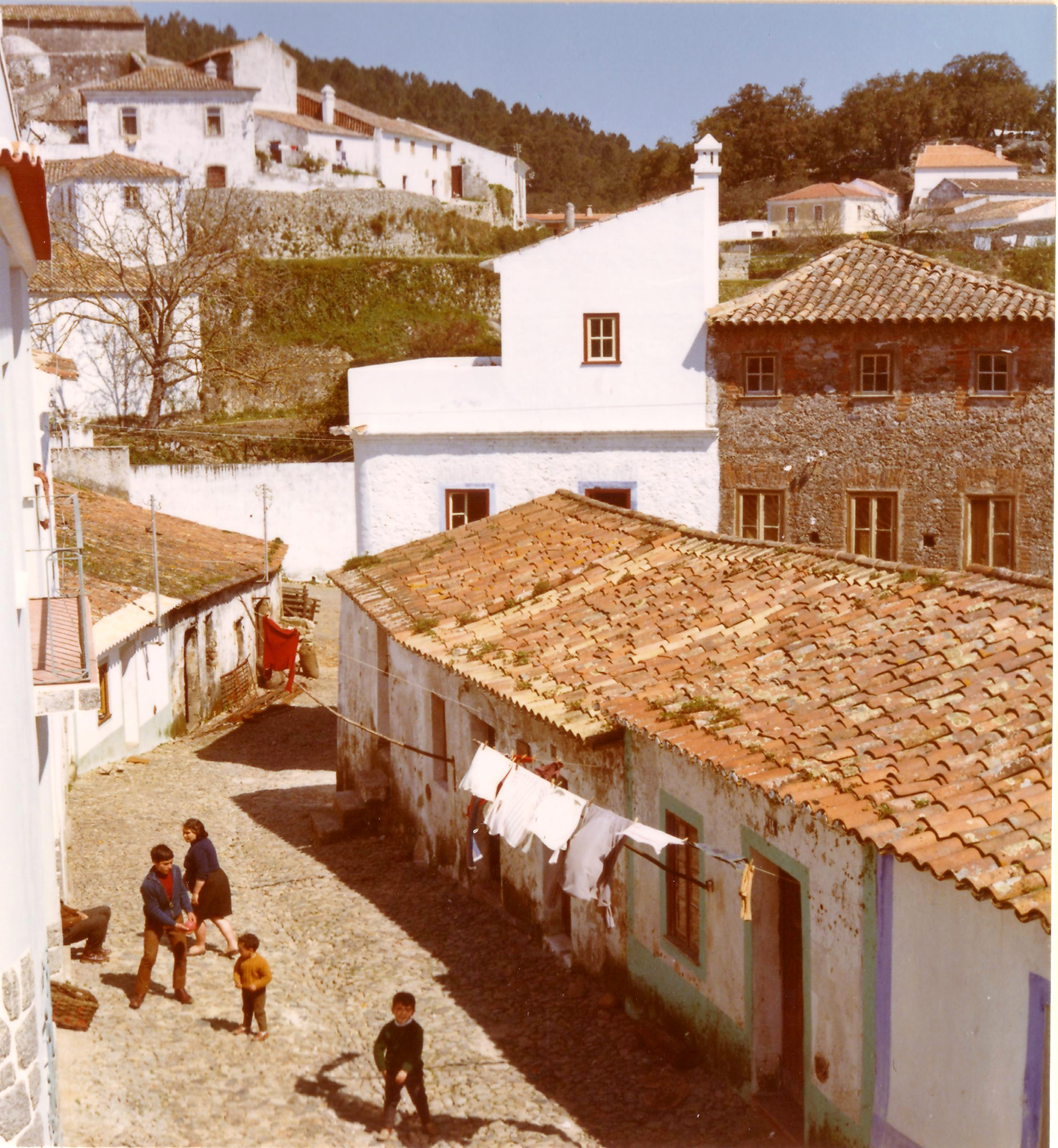
Monchique

Miejscowość jest siedzibą gminy o tej samej nazwie.

## Zabytki
- XVI-wieczny kościół Igreja Martiz wyróżniający się portalem w stylu manuelińskim
- ruiny klasztoru Nossa Senhora de Desterro górujące nad miastem. Klasztor ufundowany przez Dom Pedra da Silva w 1632 roku

## Demografia
| Liczba ludności gminy Monchique (1801–2011) | Liczba ludności gminy Monchique (1801–2011) | Liczba ludności gminy Monchique (1801–2011) | Liczba ludności gminy Monchique (1801–2011) | Liczba ludności gminy Monchique (1801–2011) | Liczba ludności gminy Monchique (1801–2011) | Liczba ludności gminy Monchique (1801–2011) | Liczba ludności gminy Monchique (1801–2011) | Liczba ludności gminy Monchique (1801–2011) | Liczba ludności gminy Monchique (1801–2011) |
| ------------------------------------------- | ------------------------------------------- | ------------------------------------------- | ------------------------------------------- | ------------------------------------------- | ------------------------------------------- | ------------------------------------------- | ------------------------------------------- | ------------------------------------------- | ------------------------------------------- |
| 1801                                        | 1849                                        | 1900                                        | 1930                                        | 1960                                        | 1981                                        | 1991                                        | 2001                                        | 2004                                        | 2011                                        |
| 4 658                                       | 6 891                                       | 11 517                                      | 14 205                                      | 14 779                                      | 9 609                                       | 7 309                                       | 6 974                                       | 6 441                                       | 6 045                                       |

## Sołectwa
Sołectwa gminy Monchique (ludność wg stanu na 2011 r.):
- Alferce – 441 osób
- Marmelete – 787 osób
- Monchique – 4817 osób